# 강정애
강정애(姜貞愛, 1957년 5월 5일~)는 대한민국의 경영학자이자 교수이자 제2대 국가보훈부 장관이다.

## 생애
숙명여자대학교 경영학과를 졸업한 후 파리 제1대학교에서 인적 자원 경제학 박사 학위를 받았으며 1998년에 숙명여대 교수로 선임되었고, 숙명여대 취업경력개발원 원장을 지냈다. 2016년 7월 4일 숙명여대 교수 회의에서 총장 후보로 선출되였으며, 같은 달 26일 숙명학원 이사회에 의해 차기 총장으로 선임되어, 9월 1일 숙명여대 제19대 총장으로 취임하였다.

## 학력
- 1980년: 숙명여자대학교 경영학 학사
- 1982년: 숙명여자대학교 대학원 경영학 석사
- 1988년: 파리 제1대학교 인적자원경제학 박사

## 경력
- 1998년 3월~2002년 3월: 숙명여자대학교 경영학부 조교수
- 2002년 4월~2007년 2월: 숙명여자대학교 경영학부 부교수
- 2006년 1월~2008년 1월: 금융감독원 제재심의위원회 위원
- 2006년 4월~2009년 4월: 고용노동부 최저임금위원회 공익위원
- 2007년 3월~2016년 3월: 숙명여자대학교 경영학부 교수
- 2016년 9월~2020년 8월: 제19대 숙명여자대학교 총장
- 2020년 9월~2022년 8월: 숙명여자대학교 경영학부 교수
- 2022년 9월~ : 숙명여자대학교 경영학부 명예교수
- 2023년 12월~2025년 7월 : 제2대 국가보훈부 장관

## 상훈
- 2011년 12월: 대통령 표창
- 2015년 11월: 인사혁신처장 표창
- 2022년 8월: 홍조근정훈장